# Ordo salutis
Ordo salutis (лат. «порядок спасіння) — низка концептуальних кроків у рамках християнського вчення про спасіння. 

## Визначення
Ordo salutis був визначений як «технічний термін протестантської догматики для позначення послідовних кроків у роботі Святого Духа в привласненні спасіння.» Хоча в християнському богослов'ї існує певний сенс, в якому фази спасіння є послідовними, деякі елементи розуміються як такі, що відбуваються поступово, а інші — миттєво. Крім того, деякі кроки в рамках «порядку спасіння» вважаються об'єктивними (або монергічними), здійснюваними виключно Богом, в той час, як інші вважаються суб'єктивними (або синергічними), що включають людство. Християни до протестантської Реформації, хоча і не використовували точну фразу, прагнули впорядкувати елементи спасіння. Термін «Ordo salutis» вперше був використаний лютеранськими богословами в середині 1720-х років.

## Різні схеми
| Кальвінізм: - Напередвизначення - Обрання - Заклик - Відродження - Віра - Покаяння - Виправдання - Адопція - Свячення - Непохитність - Уславлення | Аміральдизм - Напередвизначення - Обрання - Заклик - Віра - Виправдання - Покаяння - Виправдання - Адопція - Свячення - Непохитність - Уславлення | Армініанство/Веслеянство: - Напередвизначення - Обрання - Покаяння - Віра - Умовний вибір - Виправдання - Відродження - Адопція - Свячення - Напередвизначення - Уславлення | Лютеранство - Заклик - Ілюмінація - Покаяння - Відродження - Виправдання - Мистичний союз - Свячення - Непохитність |  |